# Aerangis bouarensis
Aerangis bouarensis là một loài thực vật có hoa trong họ Lan. Loài này được Chiron mô tả khoa học đầu tiên năm 1998.